# حسين بن مبيريك الغانمي
حسين بن مبيريك الغانمي الزبيدي الحربي، امير رابغ سابقا 

## نسبه
هو الشيخ حسين بن مبيريك بن حمدي بن حميد بن حماد الغانمي الزبيدي من قبيلة حرب.

## تاريخه
كان حسين بن مبيريك ذا ثراء وعقلية سياسية خارجية تمتاز بالدهاء، والمواقف المشرفة. وآل مبيريك هم أمراء وشيوخ رابغ. جعل من رابغ مكاناً يقصده كل من ضاقت به الأرض، التفت عليه كثير من قبائل حرب. واحد من شيوخ حرب ويقيم في رابغ.
وأشهر المعارضين لثورة الشريف الحسين بن علي، ناهض ثورة الشريف حسين بن علي ضد الخلافة ولعب دوراً هاما في قطع إمدادات الإنجليز لجيوش الثورة لحماية مدينة رسول الله صلى الله عليه وسلم. له صولات وجولات في شبة الجزيرة العربية وحكم ميناء جدة وامتلك به سفناً شراعية. وسيطر على كامل اتصالات خفر البحر وصادراته كان هناك جدولاً يفرض دفع رسوم الرسي على ميناء جدة ورسوم السفر بغرض التجارة وغيره. عزز هذا من ميزانية مدينة رابغ فكان النصف من الدخل الشهري يوزع على أهل رابغ الأصليين والثمن يوزع على المستوطنين الذين سكنوا رابغ من غير أهلها وتعاهدوا مع أميرها.

## الوثائق البريطانية
ورد في أحد الوثائق البريطانية التالي:
حسين بن مبيريك: رئيس فرع زبيد من عشيرة مسروح قبيلة حرب وواحد من شيوخ حرب. يقيم في رابغ. رجل ذو سلطة كبيرة يحلو له أن يخاطب بألقاب رنانة. يمتلك سفناً شراعية وتبادل مراسلات مع خفر البحر الأحمر حول المصادرات والاتصالات الأخرى، ولكن لم يزره حتى الآن أي ضابط سياسي. يجب أن يعامل معاملة ممتازة وبحذر. في سنة 1916 جمع حوالي 4.000 رجل واستولى على كمية كبيرة من المال كانت في طريقها من المدينة إلى مكة لاستعمال الدولة العثمانية الرسمي. انضم إلى ثورة الأمير في حزيران/يونيو 1916، ولكن بدون حماسة كبيرة، وعارض في نزول الكتيبة المصرية لأول مرة في رابغ. تراسل مع الأتراك. وحجز تجهيزات الأمير وحولها. في آب/أغسطس انسحب إلى الداخل واحتل الأمير زيد رابغ بالقوة. وبعد ذلك شق طريقه إلى المدينة والتحق بالأتراك بصورة قاطعة، ولكن روي في تشرين الثاني/نوفمبر أنه يحاول مفاوضة الأمير. لا يمكن الوثوق بأنه يخدم مصلحة غير مصلحته الخاصة.

## الثناء على بن مبيريك
قال الشيخ محمد بن حسين الحبشي من علماء حضرموت وابن مفتي الشافعية في مكة المكرمة في رحلته التي سماها «الشاهد المقبول بالرحلة إلى مصر والشام وإسطنبول» مانصه:
«وفي اليوم الخامس وصلنا إلى رابغ وكان نزولنا عند المكرم المحترم، حميد الأخلاق والشيم، الشيخ حسين بن مبيريك، فأنزلنا خير منزل، وأكرمنا غاية الإكرام، وفيه من الحماسة والكرم مايتميز به عن أمثاله، وهو رجل من كبار قبائل حرب، من قبيلة يقال لها زبيد، وفيه محبة للإسلام، وغيرة على الدين. ومصداق أوصافه ما يشهده القادم عليه من غيرته وحميته، وحتى أنه لايوجد في القرية التي هو فيها وهي رابغ، من يبيع الأشياء المنهوبة أو المسروقة، من شدة فحصه وتدقيقه، أدامع الله بهذه الأوصاف سالما معافى، وأقمنا عنده يومين».
وذكر محقق الرحلة الأستاذ محمد أبوبكر باذيب في الهامش:"أنه قد ورد ذكر حسين بن مبيريك في رحلة السيد حسن الكاف التي قام بها سنة 1330هـ المسماة "الطرف الشهية" وكان دخوله رابغ يوم الثلاثاء الثاني من ذي الحجة، وأثنى على بن مبيريك.

## وفاته
اغتيل بن مبيريك في مكة المكرمة عام 1337هـ وهو محرماً ومتوجه للحرم من قبل قوات الشريف حسين لأنه رفض قتال العثمانيين، وذلك أثناء نشوة انتصار الثورة والإنجليز وسقوط الخلافة العثمانية.